# Jean d'Estivet
 (octobre 2015).
Jean d'Estivet, dit Bénédicité, était chanoine de Beauvais. Il doit sa célébrité à sa participation dans le procès qui jugea Jeanne d'Arc, en 1431. 
Il dut fuir Beauvais, avec Pierre Cauchon, évêque et futur président du tribunal, qui le nomma promoteur de ce procès. En mars 1431, il rédigea son réquisitoire, qui comprenait 70 articles, tous réfutés par Jeanne d'Arc. 

## Le Procès de Jeanne d'Arc
Le promoteur Jean d'Estivet rédigea un libellé en soixante dix articles, incitant le tribunal à reconnaître Jeanne « sorcière, devineresse, pseudo-prophétesse, incatrice des malins esprits, conjuratrice, superstitieuse, adonnée aux arts magiques, mal pensante dans notre foi catholique (…), sacrilège, idolâtre, apostate, maudite et malfaisante ». À la lecture de chaque article exposant les griefs en détail, Jeanne répondit : « Je m'en rapporte à ce qu'autrefois j'ai répondu là-dessus. Le reste, je le nie! »
L'acte d'accusation, long et embrouillé, prêtait à confusion. Une commission fut chargée de le résumer pour des « docteurs et autres gens experts ». Le document fut porté à Paris le 22 avril. En attendant la réponse, Jeanne, malade, subit d'interminables exhortations mais refusa toujours « d'avouer » les fautes qu'on lui prêtait. Le 2 mai eut lieu une admonestation solennelle, suivie d'une menace de torture. Jeanne tint bon. Enfin arrivèrent les avis de l'Université, qui s'était pleinement référée au texte qui lui avait été soumis. Les conclusions d'un groupe de docteurs normands allèrent dans le même sens : Jeanne était coupable de tout ce qu'on lui reprochait.
À l'audience, en promoteur de son procès, Jean d'Estivet déforma les propos de l'accusée en la faisant chanter « chansons, invocations, sortilèges et autres maléfices » et en la montrant dansant autour de « l'arbre des fées », qui se trouvait à l'orée du Bois-Chesnu, lieu qu'elle fréquentait enfant. D'Estivet cherchait des preuves de sorcellerie dans les actions les plus anodines de la vie de Jeanne. 
Les juges, tous partisans des Anglais, étaient par conséquent les ennemis de Jeanne. Jean d'Estivet, en terre conquise, se fit particulièrement remarquer pour sa haine et ses violences verbales envers l'accusée. On ne fit aucun droit à la légitime demande de celle-ci, d'introduire dans le tribunal un nombre équitable de clercs du parti français. Elle en appela aussi au pape et au concile, ce qui était le droit élémentaire de tout chrétien dans le cadre d'une telle accusation ; ce fut en vain.
Les témoins du procès en nullité de la condamnation de Jeanne d'Arc, Jean Tiphaine, Guillaume de la Chambre, Jean Massieu, s'accordent pour dénoncer sa grossièreté et sa haine pour Jeanne. Ils rapportent ses paroles injurieuses lorsqu'elle fut malade. Pour avoir permis à la prisonnière de prier en passant devant la chapelle du château, Massieu se fit traiter de truand et Jeanne de putain. À la solde des Anglais, il dissimula au tribunal l'enquête favorable faite sur Jeanne à Domrémy.
Lors du procès en nullité de la condamnation, Guillaume Colles, dit Boisguillaume, déclara : Je crois que Dieu punit d'Estivet à la fin de ses jours : il a été trouvé mort dans un égout hors de l'enceinte de Rouen, et ceci peu de temps après le supplice de la victime. Or, le 25 mai 1437 d'Estivet, devenu chanoine de Bayeux, est à Rouen où il agit comme procureur de Jean de Rinel. Rien ne prouve qu'il ait trépassé dans ces circonstances.